# ريتشارد (ساسكاتشوان)
ريتشارد (بالإنجليزية: Richard, Saskatchewan)‏ هي قرية تقع في كندا في ساسكاتشوان. يقدر عدد سكانها بـ 25 نسمة .